# Achipteria oregonensis
Achipteria oregonensis är en kvalsterart som beskrevs av Ewing 1918. Achipteria oregonensis ingår i släktet Achipteria och familjen Achipteriidae. Inga underarter finns listade i Catalogue of Life.